# Markus Nummi

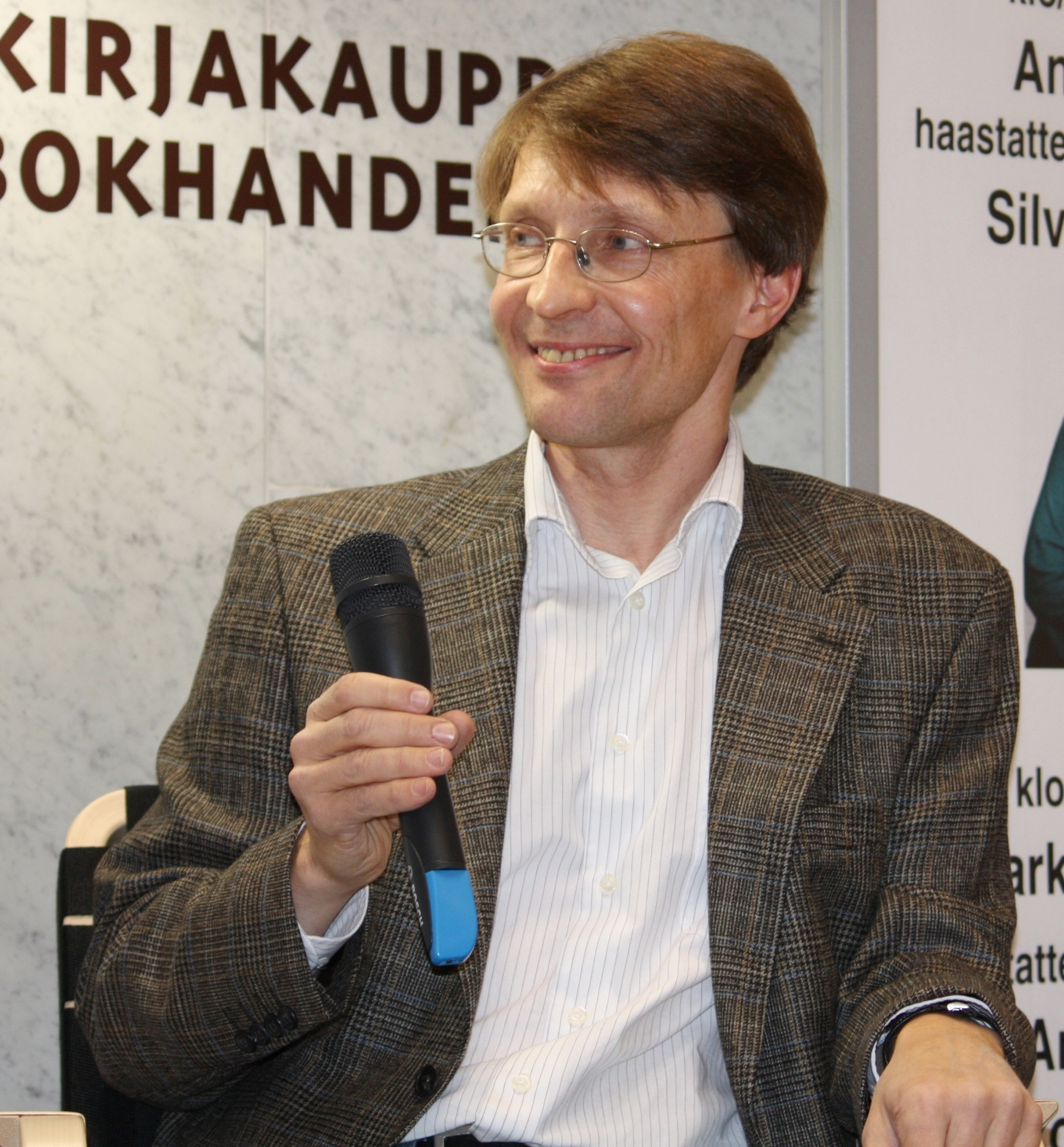
Markus Nummi (2010).

Markus Nummi, född 24 november 1959 i Helsingfors, är en finländsk författare. Han är son till Lassi Nummi.
Nummi har studerat filosofi och historia. Han har även arbetat med teater och varit verksam som både regissör, manusförfattare och filmproducent. Han har samarbetat med sin far och brodern, filmaren Ilari Nummi.